# Francis John Turner
Francis John Turner (* 10. April 1904 in Auckland, Neuseeland; † 21. Dezember 1985 in Berkeley, Kalifornien) war ein neuseeländischer Geologe und Petrologe. Er war Professor für den Fachbereich Geologie an der University of California, Berkeley.

## Frühe Jahre
Francis John Turner wurde am 10. April 1904 als Sohn der Eheleute Gertrude Kingcome Reid, Tochter eines führenden Methodist-Pastor in Auckland, und ihrem Ehemann Joseph Hurst Turner, einem Lehrer für Latein an der Auckland Grammar School, in Auckland geboren. Turners Vater starb 1913 und ließ die Familie mit vier Söhnen in Armut zurück. Seine Mutter legte viel Wert auf Bildung, so besuchte er die Schule, an der sein Vater früher Lehrer war, von 1917 an und bekam Unterstützung über ein Stipendium. Von 1921 an besuchte er das Auckland University College, an dem er einige Auszeichnungen erhielt, darunter den Senior Solarship in Geologie und den Sir Julius von Haast Prize der Universität. 1925 schloss er sein Studium mit dem Master of Science ab. Noch während seines Studiums arbeitete er bis 1926 für New Zealand Geological Survey.

## University of Otago
Im Jahr 1926 wechselte er als Dozent an das Geology Department der University of Otago in Dunedin und arbeitete dort mit Professor William Noel Benson zusammen. Es war Benson, der Turner für die in Neuseeland vorkommenden metamorphe Gesteine interessierte und großen Einfluss auf Turners Karriere in den Anfangsjahren hatte. Turner interessierte sich fortan für den nahezu unerforschten westlichen Teil der Südinsel Neuseelands. Er reiste zu Fuß, zu Pferd oder per Boot, sammelte Gestein, dokumentierte es und arbeitete an seinem Doctor of Science, den er im Jahr 1934 erwarb. Mit der Verleihung der Fellowship 1938 wurde Turner als Mitglied in die Royal Society of New Zealand aufgenommen.
Am 19. August 1930 heiratete Turner in Auckland Esmé Rena Bentham, eine Lehrerin der Otago Girls’ High School, aus Dunedin, die eine Tochter mit in die Ehe brachte.

## Vereinigte Staaten
Im Jahr 1938 bekam Turner den Sterling Fellowship der Yale University in New Haven, Connecticut verliehen. Die Aufnahme ermöglichte es ihm, in die USA zu reisen und ein Jahr an der Universität zu arbeiten. Nach Ablauf dieses Jahrs ging er wieder zurück nach Neuseeland und arbeitete weiter als Dozent an der University of Otago in Dunedin. 1945 bewarb sich Turner auf die Position des Direktors der New Zealand Geological Survey. Nachdem er eine Absage erhalten hatte, nahm er 1946 das Angebot der University of California an, als außerordentlicher Professor an der Geologischen Fakultät zu arbeiten. Zwei Jahre später wurde er zum ordentlichen Professor ernannt, eine Position, die er bis zu seiner Emeritierung 1971 innehielt.
1948 gewann Turner mit seiner Veröffentlichung Mineralogical and Structural Evolution of Metamorphic Rocks weltweite Aufmerksamkeit und Anerkennung in der Fachwelt, bekam 1953 die Staatsbürgerschaft der Vereinigten Staaten verliehen und übernahm von 1954 bis 1959 der den Vorsitz an der an dem Department of Geology der Universität. Turner saß in den unterschiedlichsten Gremien der Universität und erwarb große Anerkennung, nicht nur bei seinen Fachkollegen weltweit, sondern auch in der Studentenschaft.
1971 ging Turner in den Ruhestand. Er verstarb nach einer längeren Krankheit am 21. Dezember 1985 in Berkeley und hinterließ seine Frau und seine Tochter Gillian, verheiratet als James McKercher.

## Auszeichnungen
- 1951 – Hector Medal der Royal Society of New Zealand
- 1969 – Lyell-Medaille der Geological Society of London
- 1971 – Berkeley Citation der University of California, verliehen am 21. Mai 1971
- 1985 – Roebling Medal, als höchste Auszeichnung der Mineralogical Society of America, verliehen wenige Wochen vor seinem Tod

## Mitgliedschaften
- 1938 – Fellowship der Royal Society of New Zealand
- 1938 – Sterling Fellow der Yale University
- 1950 – Fellowship der John Simon Guggenheim Memorial Foundation, im Gebiet der US & Canada Competition Natural Sciences - Earth Science
- 1956 – Mitglied der National Academy of Sciences der Vereinigten Staaten
- 1956 – Fellowship des Fulbright International Educational Exchange Program für Australien
- 1965 – Honorary D.Sc. der University of Auckland
- 1969 – Präsident der Mineralogical Society of America
- 1971 – Fellowship des Brasenose College an der University of Oxford

## Werke
- Geological Society of America (Hrsg.): Mineralogical and Structural Evolution of Metamorphic Rocks. Boulder 1948 (englisch).
- McGraw-Hill (Hrsg.): Metamorphic petrology; mineralogical and field aspects. 1968 (englisch).
- McGraw-Hill (Hrsg.): Metamorphic Petrology : Mineralogical, Field, and Tectonic Aspects. 2. Auflage. 1980, ISBN 0-07-065501-4 (englisch).

## Co-Veröffentlichungen
- F. J. Turner, John Verhoogen: Igenous and Metamorphic Petrology. Hrsg.: McGraw-Hill. 1951 (englisch, Neuauflage mit Ian S. E. Carmichael 1974).
- F. J. Turner, Charles M. Gilbert, Howel Williams: Petrography: An Introduction to the Study of Rocks in Thin Sections (Mode of Origin of Igneous and Metamorphic Rocks and How Sedimentary Rocks Are Formed). Hrsg.: W.H. Freeman and Co. 1954 (englisch).
- F. J. Turner, Wilson G. Johnston: Overland, California to Mexico, Post 1783, and, Petroglyph Field Work. In: San Bernardino County Museum (Hrsg.): Quarterly San Bernardino Country Association. Band XXXI, Nr. 1&2, 1. Januar 1983 (englisch).